# Пелістерські Очі

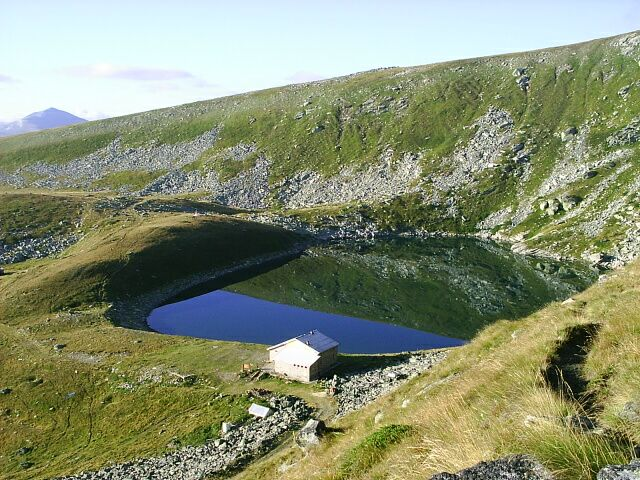
Велике Пелістерське озеро, Пелістер

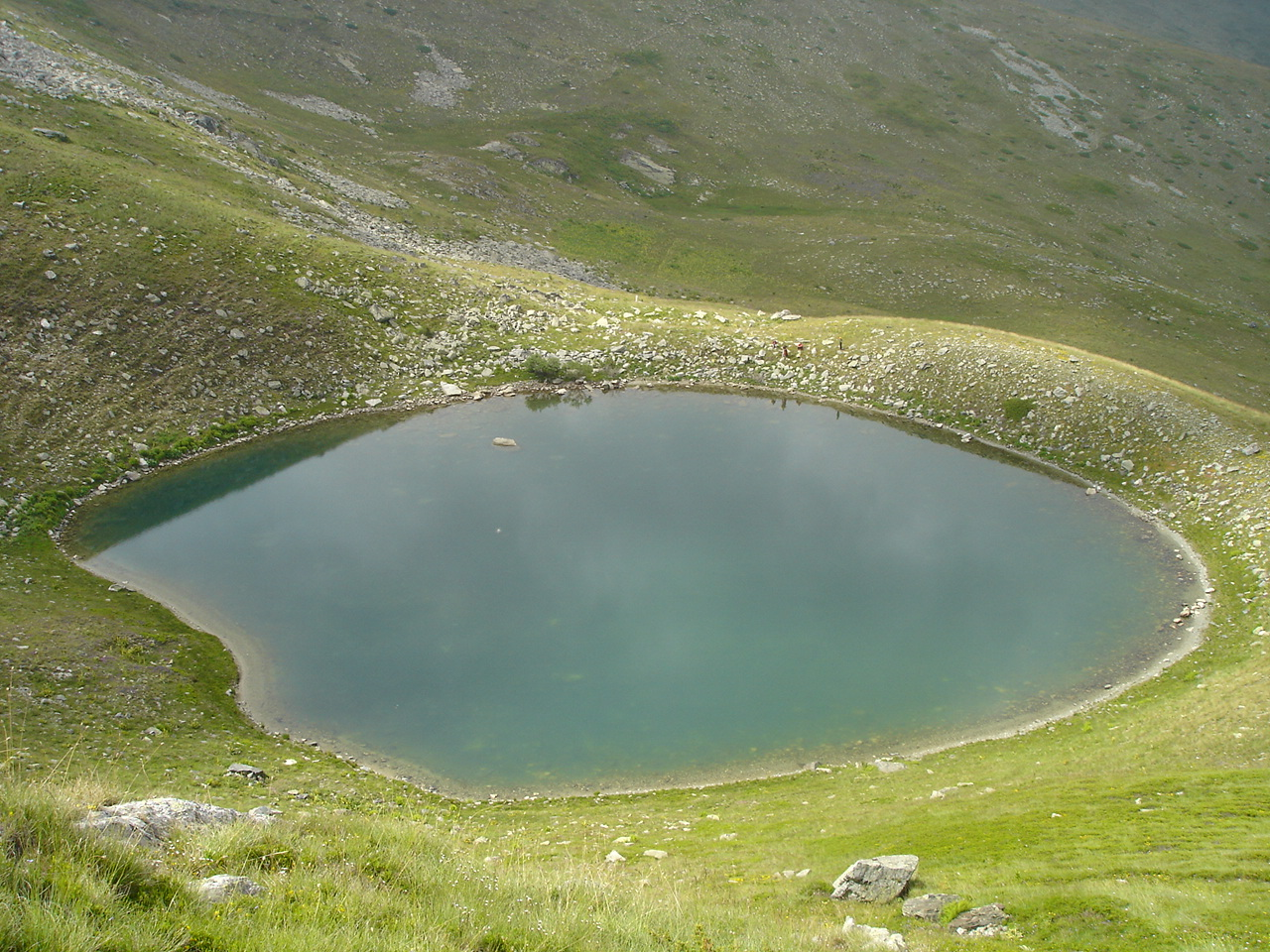
Мале Пелістерське озеро, Пелістер

Пелістерські Очі — льодовикові озера в національному парку Пелістер.
Складається з двох озер, які називаються Великим та Малим озерами. Велике озеро розташоване на висоті 2218 м, довжина 233 м і ширина 162 м. Мале озеро розташоване на висоті 2180 м завдовжки, 79 м в ширину і 162 м в ширину. Глибина Великого 14,5 м, Малого - 2,6 м. Поруч з Великим озером є гірський будиночок місткістю 50-100 ліжок і прекрасні умови для альпінізму, гірського велосипеда і спорту. До озер можна дістатися з двох сторін по двох добре зпланованим гірським стежкам. Один шлях веде з села Нісеполе, місцевості Лак Поток, до підйомника над зоною Дебел Рид, а інша, на якій можна подорожувати на позашляховиках, йде від готелю «Моліка» через місцевість Йоргов Камен до альпіністського будинку у самого Великого озера. Відмітна гірська стежка, яка веде від альпіністського будинку Великого озера (від 1 до 1,5 годин), веде до Малого озера та до найвищої вершини всієї гори - Пелістера заввишки 2601 метр. У Великому озері є ендемічні види риби.

## Галерея

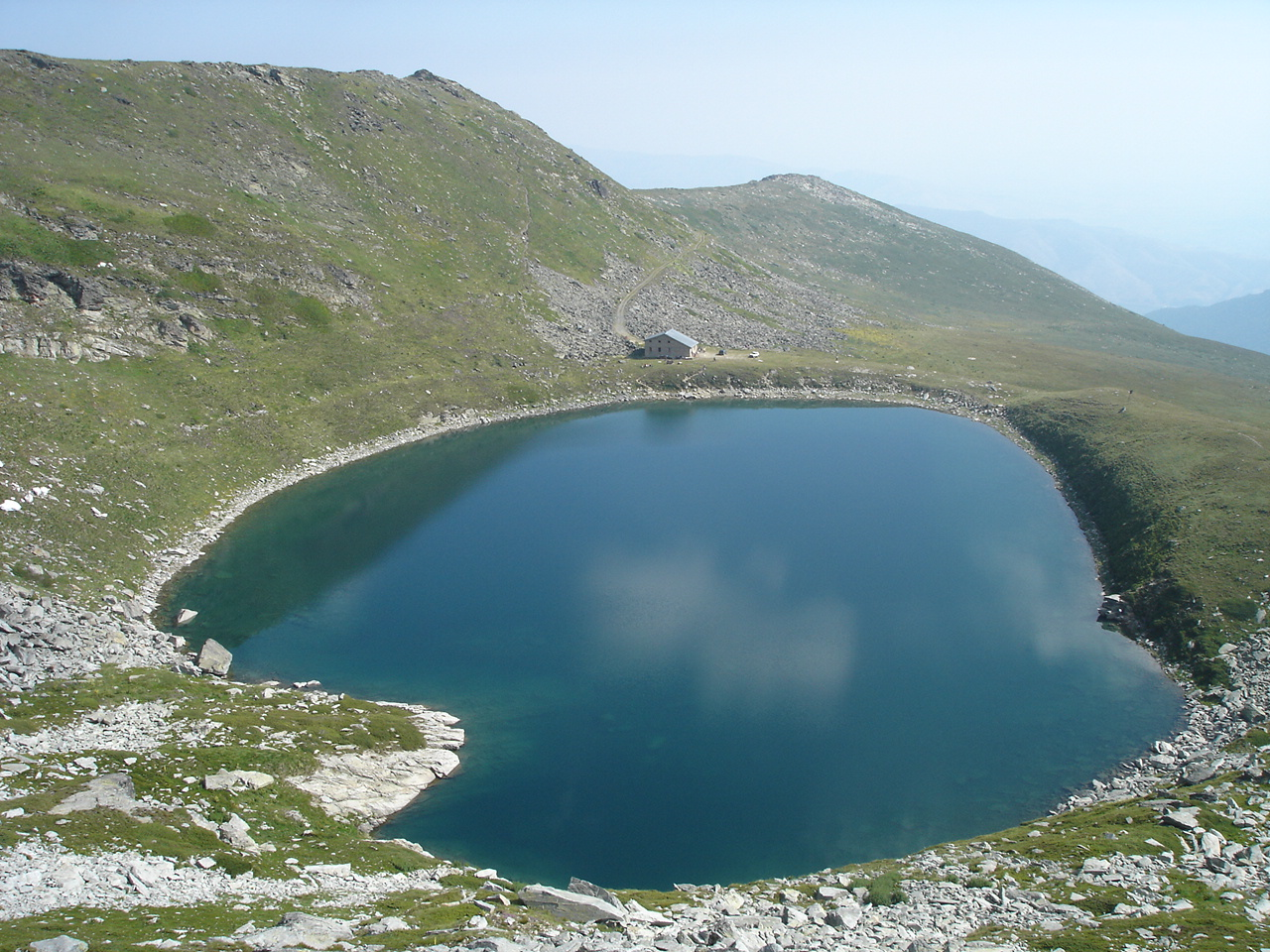
Велике Пелістерське озеро
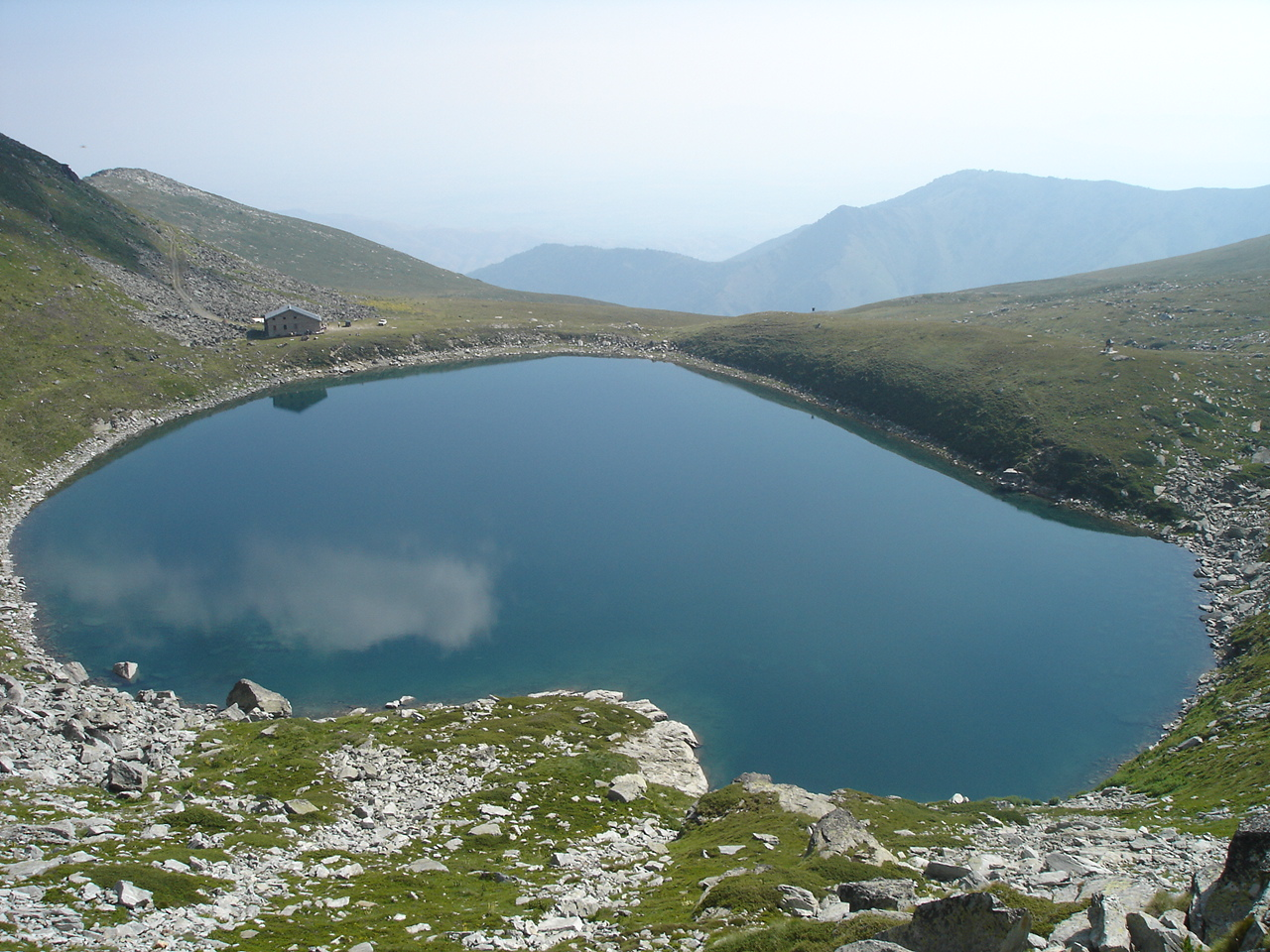
Велике озеро
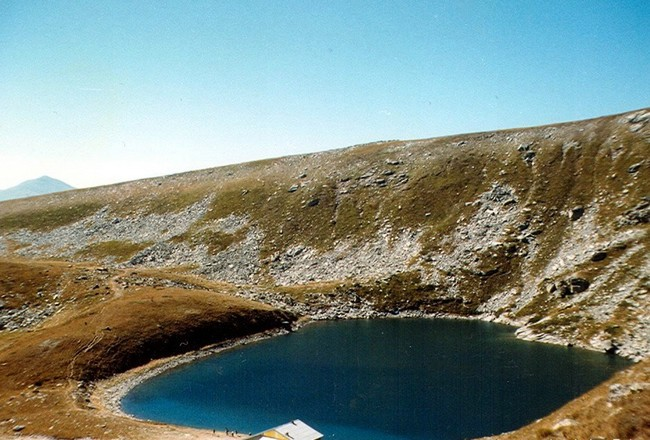
Велике озеро
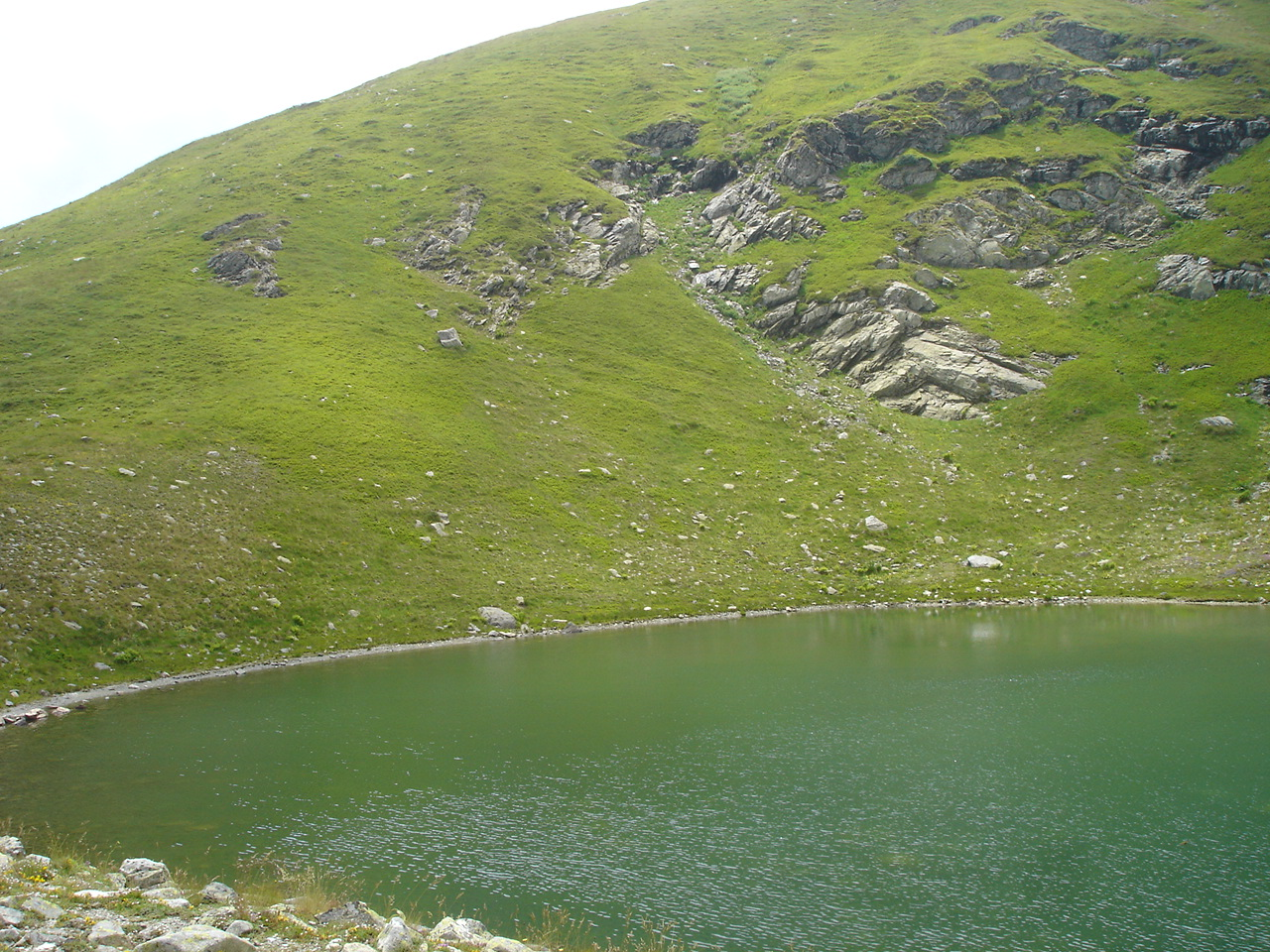
Мале Пелістерське озеро
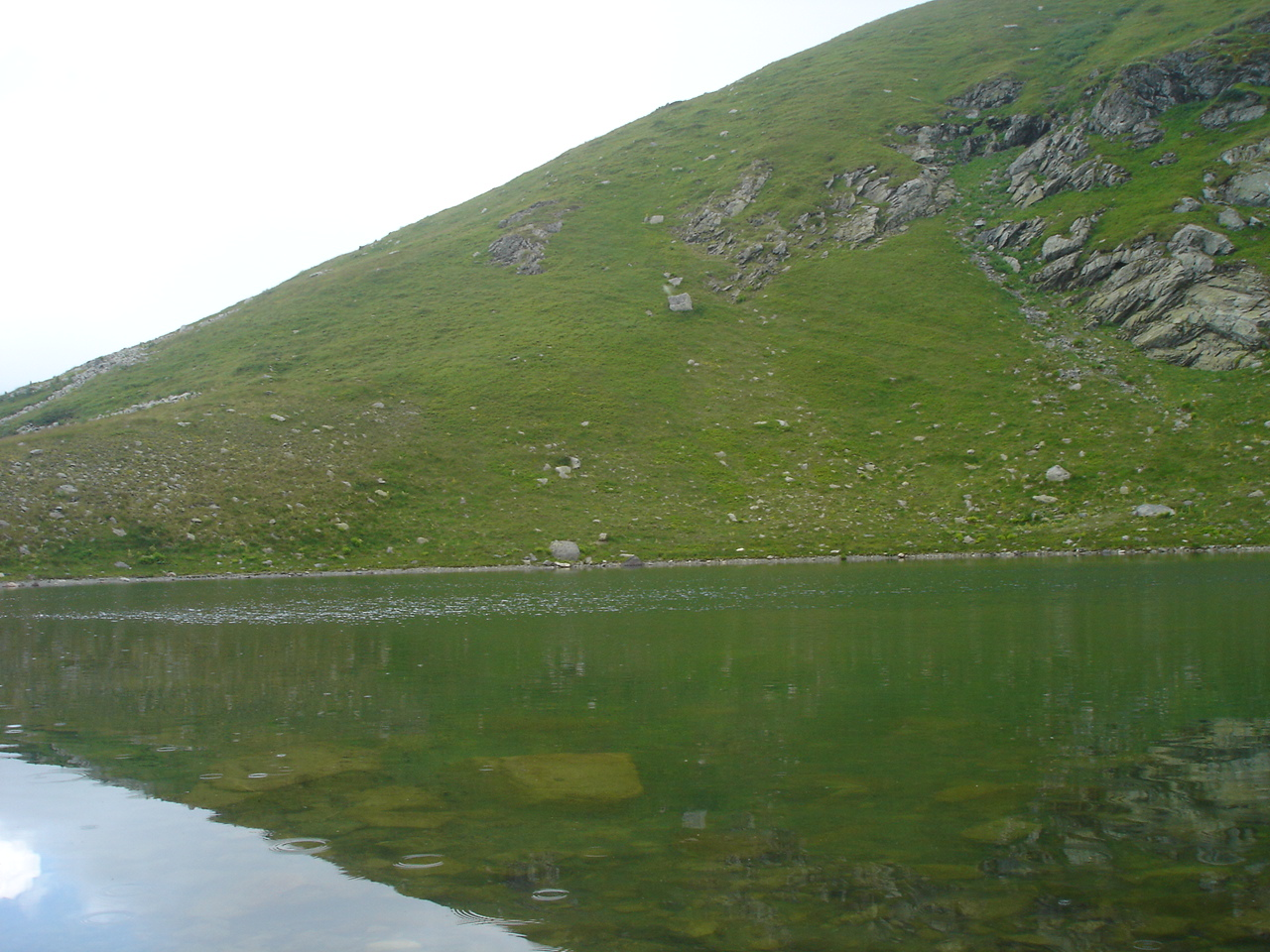
Прозора вода Малого озера